# Bukoba
Bukoba là thủ phủ vùng Kagera, tây bắc Tanzania. Vào năm 2012, dân số thành phố là 128.796 người.

## Khí hậu
| Dữ liệu khí hậu của Bukoba               | Dữ liệu khí hậu của Bukoba | Dữ liệu khí hậu của Bukoba | Dữ liệu khí hậu của Bukoba | Dữ liệu khí hậu của Bukoba | Dữ liệu khí hậu của Bukoba | Dữ liệu khí hậu của Bukoba | Dữ liệu khí hậu của Bukoba | Dữ liệu khí hậu của Bukoba | Dữ liệu khí hậu của Bukoba | Dữ liệu khí hậu của Bukoba | Dữ liệu khí hậu của Bukoba | Dữ liệu khí hậu của Bukoba | Dữ liệu khí hậu của Bukoba |
| Tháng                                    | 1                          | 2                          | 3                          | 4                          | 5                          | 6                          | 7                          | 8                          | 9                          | 10                         | 11                         | 12                         | Năm                        |
| ---------------------------------------- | -------------------------- | -------------------------- | -------------------------- | -------------------------- | -------------------------- | -------------------------- | -------------------------- | -------------------------- | -------------------------- | -------------------------- | -------------------------- | -------------------------- | -------------------------- |
| Cao kỉ lục °C (°F)                       | 30.6 (87.1)                | 31.0 (87.8)                | 31.4 (88.5)                | 31.1 (88.0)                | 30.1 (86.2)                | 31.1 (88.0)                | 30.6 (87.1)                | 28.9 (84.0)                | 30.0 (86.0)                | 29.6 (85.3)                | 30.2 (86.4)                | 30.3 (86.5)                | 31.4 (88.5)                |
| Trung bình ngày tối đa °C (°F)           | 26.5 (79.7)                | 26.6 (79.9)                | 26.2 (79.2)                | 25.8 (78.4)                | 25.6 (78.1)                | 25.7 (78.3)                | 25.4 (77.7)                | 25.5 (77.9)                | 25.9 (78.6)                | 26.5 (79.7)                | 26.2 (79.2)                | 26.3 (79.3)                | 26.0 (78.8)                |
| Trung bình ngày °C (°F)                  | 21.3 (70.3)                | 21.4 (70.5)                | 21.3 (70.3)                | 21.3 (70.3)                | 21.2 (70.2)                | 20.8 (69.4)                | 20.3 (68.5)                | 20.4 (68.7)                | 20.8 (69.4)                | 21.3 (70.3)                | 20.9 (69.6)                | 20.6 (69.1)                | 20.9 (69.6)                |
| Tối thiểu trung bình ngày °C (°F)        | 16.1 (61.0)                | 16.2 (61.2)                | 16.3 (61.3)                | 16.8 (62.2)                | 16.7 (62.1)                | 15.9 (60.6)                | 15.2 (59.4)                | 15.5 (59.9)                | 15.7 (60.3)                | 16.2 (61.2)                | 15.5 (59.9)                | 15.0 (59.0)                | 15.9 (60.6)                |
| Thấp kỉ lục °C (°F)                      | 11.1 (52.0)                | 11.7 (53.1)                | 10.6 (51.1)                | 10.6 (51.1)                | 10.0 (50.0)                | 12.2 (54.0)                | 10.6 (51.1)                | 10.0 (50.0)                | 10.9 (51.6)                | 10.6 (51.1)                | 11.1 (52.0)                | 12.8 (55.0)                | 10.0 (50.0)                |
| Lượng Giáng thủy trung bình mm (inches)  | 154 (6.1)                  | 173 (6.8)                  | 253 (10.0)                 | 367 (14.4)                 | 304 (12.0)                 | 84 (3.3)                   | 51 (2.0)                   | 71 (2.8)                   | 98 (3.9)                   | 170 (6.7)                  | 209 (8.2)                  | 208 (8.2)                  | 2.144 (84.4)               |
| Số ngày giáng thủy trung bình (≥ 1.0 mm) | 13                         | 13                         | 18                         | 20                         | 17                         | 6                          | 5                          | 8                          | 10                         | 15                         | 18                         | 16                         | 158                        |
| Độ ẩm tương đối trung bình (%)           | 79                         | 79                         | 79                         | 80                         | 80                         | 77                         | 75                         | 78                         | 78                         | 77                         | 79                         | 78                         | 78                         |
| Nguồn: Deutscher Wetterdienst            |                            |                            |                            |                            |                            |                            |                            |                            |                            |                            |                            |                            |                            |